# Saut en hauteur masculin aux Jeux olympiques d'été de 2020
Pour des articles plus généraux, voir Athlétisme aux Jeux olympiques d'été de 2020 et Saut en hauteur aux Jeux olympiques.
Navigation
Rio 2016 Paris 2024
L'épreuve du saut en hauteur masculin aux Jeux olympiques de 2021 se déroule les 30 juillet et 1er août 2021 au Stade olympique national de Tokyo, au Japon.

## Records
Avant cette compétition, les records dans cette discipline étaient les suivants :
| Record du monde  | Javier Sotomayor (CUB) | 2,45 m | Salamanque | 27 juillet 1993 |
| Record olympique | Charles Austin (USA)   | 2,39 m | Atlanta    | 27 juillet 1996 |

## Résultats

### Finale
Six athlètes se présentent à la barre des 2,39 m avec la possibilité d'être médaillé. Aucun ne passe cette barre et les médaillés sont ceux qui ont passé la barre précédente, à 2,37 m : Gianmarco Tamberi, Mutaz Essa Barshim et Maksim Nedasekau, les autres ayant fait l'impasse à cette hauteur après un premier échec. Ayant deux échecs, à 2,19 m et 2,35 m, le Biélorusse Nedasekau obtient la médaille de bronze. Tamberi et Barshim n'ont rien manqué jusqu'à 2,39 m et se voient offrir deux options : un barrage ou un partage de l'or olympique,. Les deux hommes n'hésitent pas, amis dans la vie, soudés par une grave blessure — une rupture des ligaments de la cheville — ils choisissent les deux médailles d'or et tombent dans les bras l'un de l'autre,.
| Rang                                | Athlète            | Pays             | 2,19 m | 2,24 m | 2,27 m | 2,30 m | 2,33 m | 2,35 m | 2,37 m | 2,39 m | Marque | Notes  |
| ----------------------------------- | ------------------ | ---------------- | ------ | ------ | ------ | ------ | ------ | ------ | ------ | ------ | ------ | ------ |
| Médaille d'or, Jeux olympiques      | Gianmarco Tamberi  | Italie           | o      | o      | o      | o      | o      | o      | o      | xxx    | 2,37   | SB     |
| Médaille d'or, Jeux olympiques      | Mutaz Essa Barshim | Qatar            | -      | o      | o      | o      | o      | o      | o      | xxx    | 2,37   | SB     |
| Médaille de bronze, Jeux olympiques | Maksim Nedasekau   | Biélorussie      | xo     | o      | o      | o      | o      | x-     | o      | xxx    | 2,37   | =NR    |
| 4                                   | Woo Sang-hyeok     | Corée du Sud     | o      | o      | o      | o      | xo     | o      | x-     | xx     | 2,35   | PB, NR |
| 5                                   | Brandon Starc      | Australie        | o      | o      | o      | o      | xxo    | o      | x-     | xx     | 2,35   | SB     |
| 6                                   | Mikhail Akimenko   | ROC              | o      | o      | o      | xo     | xo     | xx-    | x      |        | 2,33   | =SB    |
| 7                                   | JuVaughn Harrison  | États-Unis       | o      | o      | xxo    | xo     | xo     | –      | x-     | xx     | 2,33   |        |
| 8                                   | Django Lovett      | Canada           | o      | o      | o      | o      | xxx    |        |        |        | 2,30   |        |
| 9                                   | Ilya Ivanyuk       | ROC              | o      | o      | o      | xo     | xxx    |        |        |        | 2,30   |        |
| 10                                  | Hamish Kerr        | Nouvelle-Zélande | o      | o      | xxo    | xxo    | xxx    |        |        |        | 2,30   |        |
| 11                                  | Tom Gale           | Grande-Bretagne  | o      | o      | o      | xxx    |        |        |        |        | 2,27   |        |
| 12                                  | Shelby McEwen      | États-Unis       | o      | xxo    | o      | xxx    |        |        |        |        | 2,27   |        |
| 13                                  | Naoto Tobe         | Japon            | xo     | o      | xxx    |        |        |        |        |        | 2,24   |        |

### Qualifications
Qualification : 2,30 m (Q) ou les 12 meilleurs athlètes (q) se qualifient pour la finale.
| Rang | Groupe | Athlète            | Pays             | 2,17 | 2,21 | 2,25 | 2,28 | Marque | Notes |
| ---- | ------ | ------------------ | ---------------- | ---- | ---- | ---- | ---- | ------ | ----- |
| 1    | B      | Mikhail Akimenko   | ROC              | o    | o    | o    | o    | 2,28   | q     |
| 1    | A      | Mutaz Essa Barshim | Qatar            | –    | o    | o    | o    | 2,28   | q     |
| 1    | A      | Django Lovett      | Canada           | o    | o    | o    | o    | 2,28   | q     |
| 4    | B      | JuVaughn Harrison  | États-Unis       | o    | o    | xo   | o    | 2,28   | q     |
| 4    | A      | Hamish Kerr        | Nouvelle-Zélande | o    | o    | xo   | o    | 2,28   | q     |
| 4    | B      | Brandon Starc      | Australie        | o    | o    | xo   | o    | 2,28   | q     |
| 4    | B      | Naoto Tobe         | Japon            | o    | xo   | o    | o    | 2,28   | q     |
| 8    | A      | Shelby McEwen      | États-Unis       | xo   | xxo  | o    | o    | 2,28   | q     |
| 9    | A      | Gianmarco Tamberi  | Italie           | o    | o    | o    | xo   | 2,28   | q     |
| 9    | B      | Woo Sang-hyeok     | Corée du Sud     | o    | o    | o    | xo   | 2,28   | q     |
| 11   | A      | Ilya Ivanyuk       | ROC              | o    | o    | xo   | xo   | 2,28   | q     |
| 12   | B      | Maksim Nedasekau   | Biélorussie      | o    | o    | xxo  | xo   | 2,28   | q     |
| 13   | A      | Tom Gale           | Grande-Bretagne  | o    | o    | xo   | xxo  | 2,28   | q, SB |
| 14   | B      | Michael Mason      | Canada           | o    | o    | o    | xxx  | 2,25   |       |
| 14   | A      | Dzmitry Nabokau    | Biélorussie      | o    | o    | o    | xxx  | 2,25   |       |
| 14   | A      | Andriy Protsenko   | Ukraine          | o    | o    | o    | xxx  | 2,25   |       |
| 17   | A      | Takashi Eto        | Japon            | o    | o    | xxx  | NC   | 2,21   |       |
| 17   | A      | Wang Yu            | Chine            | o    | o    | xxx  | NC   | 2,21   |       |
| 19   | B      | Majd Eddin Ghazal  | Syrie            | xo   | xo   | xxx  | NC   | 2,21   | SB    |
| 19   | B      | Edgar Rivera       | Mexique          | xo   | xo   | xxx  | NC   | 2,21   |       |
| 21   | A      | Fernando Ferreira  | Brésil           | o    | xxo  | xxx  | NC   | 2,21   |       |
| 21   | B      | Thiago Moura       | Brésil           | o    | xxo  | xxx  | NC   | 2,21   |       |
| 23   | B      | Loïc Gasch         | Suisse           | xo   | xxo  | xxx  | NC   | 2,21   |       |
| 23   | B      | Mateusz Przybylko  | Allemagne        | xo   | xxo  | xxx  | NC   | 2,21   |       |
| 25   | A      | Donald Thomas      | Bahamas          | xxo  | xxo  | xxx  | NC   | 2,21   |       |
| 26   | A      | Adrijus Glebauskas | Lituanie         | o    | xxx  | NC   | NC   | 2,17   |       |
| 26   | B      | Tihomir Ivanov     | Bulgarie         | o    | xxx  | NC   | NC   | 2,17   |       |
| 26   | B      | Stefano Sottile    | Italie           | o    | xxr  | NC   | NC   | 2,17   |       |
| 26   | A      | Luis Enrique Zayas | Cuba             | o    | xxx  | NC   | NC   | 2,17   |       |
| 30   | A      | Mathew Sawe        | Kenya            | xo   | xxx  | NC   | NC   | 2,17   |       |
| 30   | B      | Darryl Sullivan    | États-Unis       | xo   | xxx  | NC   | NC   | 2,17   |       |
| 32   | B      | Jamal Wilson       | Bahamas          | xxo  | xxx  | NC   | NC   | 2,17   |       |
| –    | A      | Lee Hup Wei        | Malaisie         | xxx  | NC   | NC   | NC   | NM     |       |

## Légende
Records et Performances
- AR : Record continental (area record)
- CR : Record des championnats (championship record)
- MR : Record du meeting (meet record)
- NR : Record national (national record)
- OR : Record olympique (olympic record)
- PR : Record paralympique (paralympic record)
- PB : Record personnel (personal best)
- SB : Meilleure performance personnelle de la saison (season's best)
- WL : Meilleure performance mondiale de l'année (world leader)
- WJR : Record du monde junior (world junior record)
- WR : Record du monde (world record)

Circonstances et Conditions
- DNF : N'a pas terminé (did not finish)
- DNS : N'a pas pris le départ (did not start)
- DQ : Disqualification (disqualification)
- NM : Aucun essai valable enregistré (No Mark)
- Q : Qualifié « directement » au prochain tour (ou à la prochaine compétition), lors d'une compétition majeure, grâce au classement ou à la réalisation des minima (automatic qualifier)
- q : Qualifié au prochain tour (ou à la prochaine compétition), lors d'une compétition majeure, grâce au repêchage ou à la réalisation de l'une des meilleures performances parmi celles des « non qualifiés directement » (grâce au meilleur temps ou à la meilleure distance par exemple) (secondary qualifier)